# Tardo Hammer
Richard Allen Hammer (Queens, 26 februari 1958) is een Amerikaanse jazzpianist en componist van de postbop en de modernjazz.

## Biografie
Hammer begon op 5-jarige leeftijd piano te spelen en had tussen 1965 en 1968 onderricht bij Sal Mosca. Op 13-jarige leeftijd keerde hij, nadat hij zich tussendoor had beziggehouden met klarinet en gitaar, terug aan de piano. Tijdens zijn jeugd hoorde hij intensief jazzopnamen en leerde hij zichzelf autodidactisch deze muziek te spelen. Hij werkte vanaf 1977 in het Amerikaanse jazzcircuit. In 1980 speelde hij bij Warne Marsh, daarna langer bij Richie Vitale. Begin jaren 1980 behoorde hij tot de bands van Bill Hardman/Junior Cook, Lou Donaldson, Art Farmer/Clifford Jordan, maar hij werkte ook met Lionel Hampton, Johnny Griffin en Charlie Rouse. In 1986 was hij met de bigband van Al Pocino voor de eerste keer in de platenstudio. In 1990 verbleef hij twee maanden in Japan, waar hij als trio optrad met Victor Sproles en Vernel Fournier. Verder was hij begeleidingsmuzikant werkzaam bij vocalisten als Annie Ross, David Allyn, Abbey Lincoln, Chris Connor, Earl Coleman, Jon Hendricks en Marion Cowings.
Na een album met de trompettist John Marshall (Bopera House, 1988 met Ralph LaLama, John Webber, Tom Melito) presenteerde Hammer in 1999 zijn eerste album Hammer Time onder zijn eigen naam bij Sharp Nine Records met standards en eigen composities, dat hij had ingespeeld met Leroy Williams en Dennis Irwin. Hammer trad in de loop van zijn carrière op in bekende jazzclubs in de Verenigde Staten, Europa en Japan. Hij nam een reeks trioalbums op, waaronder een Tadd Dameron-tributealbum met John Webber en Joe Farnsworth (Look Stop & Listen). Verder is hij te horen op plaatopnamen van Annie Ross, Charles Davis, Warren Vaché (Remembers Benny Carter, 2015) en Grant Stewart. Hammer werkt als muziekpedagoog aan de Lucy Moses School. Op het gebied van jazz was hij tussen 1986 en 2017 betrokken bij 53 opnamesessies.

## Discografie
- 2001: Somethin' Special (Sharp Nine Records), met Leroy Williams, Dennis Irwin
- 2007: Look Stop & Listen (The Music of Tadd Dameron) (Sharp Nine Records)
- 2013: Simple Pleasure (Cellar Live), met Lee Hudson, Jimmy Wormworth
- 2014: Rick Stone / Tardo Hammer / Yosuke Inoue / Matt Wilson: Samba De Novembro (Jazzand)
- 2018: Tardo Hammer & Peter Washington: Live at Mezzrow (SmallsLIVE)

- Gemeinsame Normdatei: 135196671
- International Standard Name Identifier: 0000 0000 5594 2880
- Library of Congress Control Number: no2008147537
- MusicBrainz: f5f1564e-7439-4e00-951a-0a716b4e12f0
- Virtual International Authority File: 182149196261074790663
- WorldCat: E39PBJfxcH4g3HT3jJvtRVPfbd